# Marco Streller

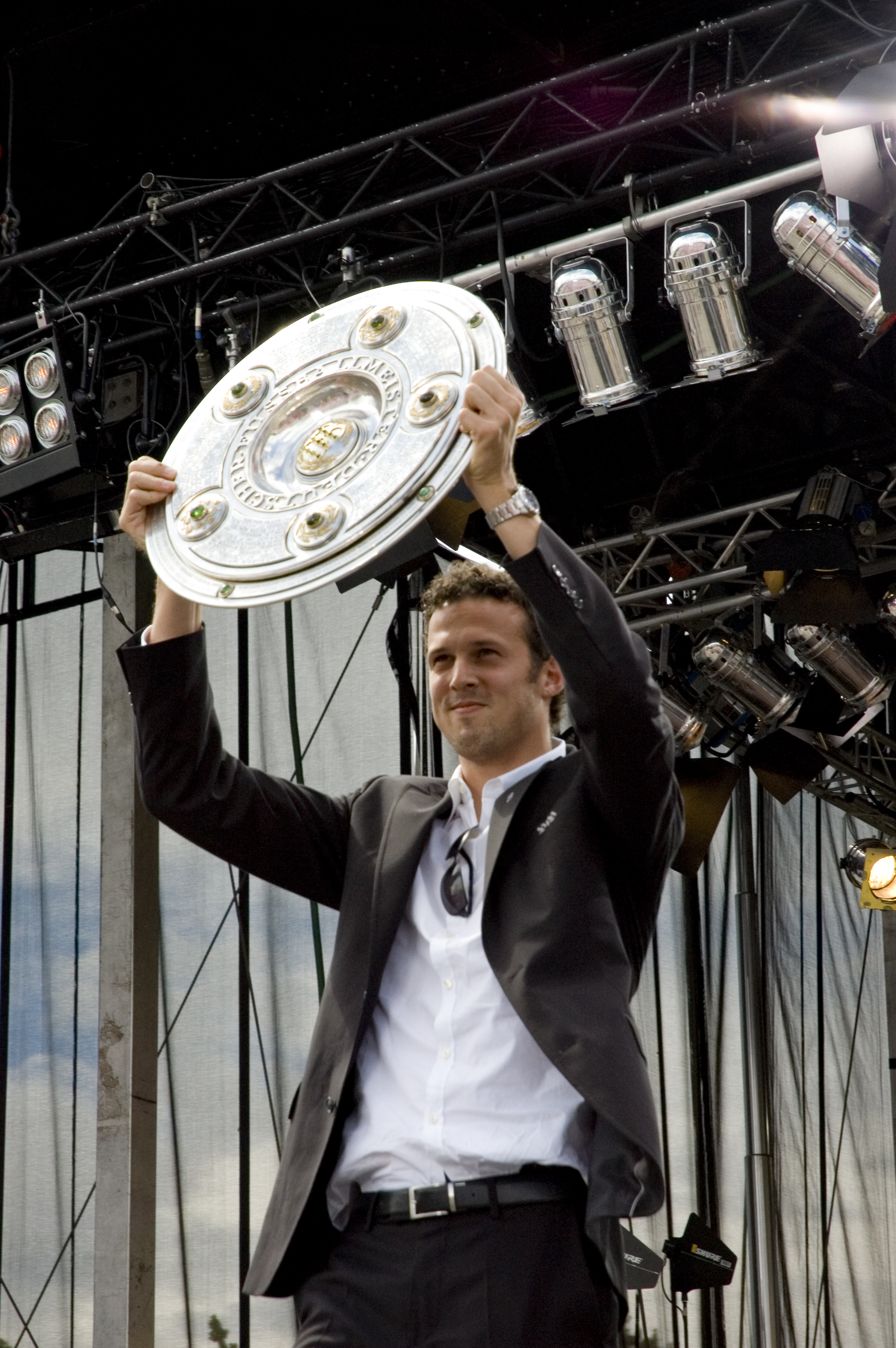
Marco Streller bei der Meisterfeier des VfB Stuttgart 2007

Marco Streller (* 18. Juni 1981 in Basel) ist ein ehemaliger Schweizer Fussballspieler, der im Sturm eingesetzt wurde. Seit Februar 2020 ist er Fussballexperte beim Schweizer Bezahlsender blue (ehemals Teleclub). Nach seiner aktiven Karriere übernahm er im Juni 2017 das Amt des Sportdirektors beim FC Basel, trat aber am 14. Juni 2019 mit sofortiger Wirkung zurück.

## Als Spieler im Verein

### Basel, Concordia, Thun
Streller spielte in seiner Jugend beim FC Aesch und beim FC Arlesheim. Er startete seine Profikarriere im Jahre 2000 beim FC Basel, als er unter Trainer Christian Gross einmal zum Einsatz kam. In der folgenden Saison wurde er an den Schweizer Zweitligisten Concordia Basel ausgeliehen, wo er mit 16 Treffern in 30 Spielen auf sich aufmerksam machte. Streller wurde darauf vom FC Basel zurückgeholt, aber nach drei Einsätzen im Januar 2002 in die Nationalliga B zum FC Thun ausgeliehen. Für die Saison 2003/04 kehrte er zum FC Basel zurück und erzielte dort 13 Tore in 16 Spielen.

### Stuttgart, Köln
Mit dieser Leistung weckte er das Interesse einiger Vereine der Deutschen Bundesliga. Streller unterzeichnete schliesslich einen Vierjahresvertrag beim VfB Stuttgart, gegen eine geschätzte Ablösesumme von drei Millionen Euro. Streller erzielte am 14. März 2004 in seinem ersten Spiel in der Startformation des VfB gegen 1860 München in der 35. Minute sein erstes Bundesligator. Durch eine schwere Verletzung gestoppt, verlor er seinen Stammplatz bei den Schwaben. Bis dahin hatte er 28 Bundesligaeinsätze gehabt und dabei 3 Tore erzielt. Um ihm wieder mehr Spielpraxis zu geben, entschieden sich die VfB-Verantwortlichen, ihn auszuleihen.
Am 11. Januar 2006 wurde der Stürmer an den 1. FC Köln ausgeliehen, kehrte aber zur Saison 2006/07 wieder zum VfB zurück, mit dem er in dieser Spielzeit Deutscher Meister wurde. Da er in Stuttgart meist nur Ergänzungsspieler war, entschied sich Streller, zur Saison 2007/08 zum FC Basel zurückzukehren.

### Basel
In Basel fand Streller zu alter Stärke und erzielte in seiner ersten Spielzeit nach seiner Rückkehr aus Deutschland 12 Treffer in 23 Spielen. Am Ende der Saison hatte er mit dem FC Basel sowohl die Meisterschaft wie auch den Pokalwettbewerb und somit das Double gewonnen. Doch auch in Basel hatte er mit Verletzungen zu kämpfen und konnte deshalb nicht alle Spiele der Rückrunde bestreiten.
In den Saisons 2009/10 und 2010/11 wurde Marco Streller mit dem FC Basel abermals Schweizer Meister.
Ab der Saison 2011/12 war Marco Streller der neue Captain des FC Basel und ersetzte in dieser Funktion Franco Costanzo, der den Verein verlassen hatte. Am Ende der Saison wurde Streller wieder mit dem FC Basel Schweizer Meister.
Am Ende der Saison 2012/13 wurde Streller mit dem FC Basel zum sechsten Mal Schweizer Meister und die Mannschaft stand im Cupfinal, welches sie nur im Penaltyschiessen verloren. In der UEFA Europa League 2012/13 schaffte er es mit dem FC Basel bis in das Halbfinale und trat dort gegen den amtierenden UEFA-Champions-League-Sieger FC Chelsea an. Durch Niederlagen in den Heim- und Auswärtsspielen schieden sie mit dem Gesamtergebnis von 2-5 aus. In einer langen Saison mit total 76 Spielen (36 in der Super League, 6 im Cup, 20 in der Champions League und Europa League, sowie 14 Testspiele) hatte er insgesamt 62 Einsätze, davon 32 in der Super League, 3 im Cup und 17 Einsätze in der Champions und Europa League.
Die Spielzeit 2013/14 war für Streller und den FC Basel sehr erfolgreich. Das Team beendete die Fussballmeisterschaft 2013/14 als Meister und stand wiederholt im Final des Schweizer Cups, welcher nach Verlängerung verloren ging. Basels Champions League Saison endete zwar nach der Gruppenphase aber im Europa League avancierte sie bis in den Viertelfinals. Der FCB bestritt 68 Partien (36 Meisterschaft, 6 Cup, 10 Champions League und 6 Europa League, sowie 10 Testspiele). Streller hatte unter Trainer Murat Yakin insgesamt 44 Einsätze, davon 25 in der Super League, 3 im Cup, 8 in der Champions und 2 in der Europa League, sowie 6 in Testspiele. Er schoss dabei 18 Tore (10 Meisterschaft, Cup, 1 Champions League und 3 Europa League, sowie 3 in Testspielen).
Für Streller und den FC Basel war die Spielzeit ebenfalls 2014/15 sehr erfolgreich. Das Team beendete die Fussballmeisterschaft 2014/15 zum 18. Mal als Meister. Streller wurde mit dem FC Basel zum sechsten Mal in Folge Schweizer Meister. Die Saison beendeten sie mit 12 Punkten Vorsprung auf den 2. Platzierten BSC Young Boys und 25 Punkten Vorsprung auf den 3. Platzierten FC Zürich. Basel stand wiederholt im Final des Schweizer Cups, welcher gegen FC Sion 0:3 verloren ging. In der 2014/15 Champions League Saison avancierte Basel bis in den Achtelfinals.
Während der Spielzeit 2014/15 bestritt der FC Basel insgesamt 65 Partien (36 Meisterschaft, 6 Cup, 8 Champions League und 15 Testspiele). Unter Trainer Paulo Sousa hatte Streller insgesamt 40 Einsätze, davon 24 in der Super League, 1 im Cup, 5 in der Champions League, sowie 10 in Testspielen. Er schoss dabei 20 Tore (12 in der Super League, 1 in der Champions League und 7 in Testspiele).

## Als Spieler in der Nationalmannschaft

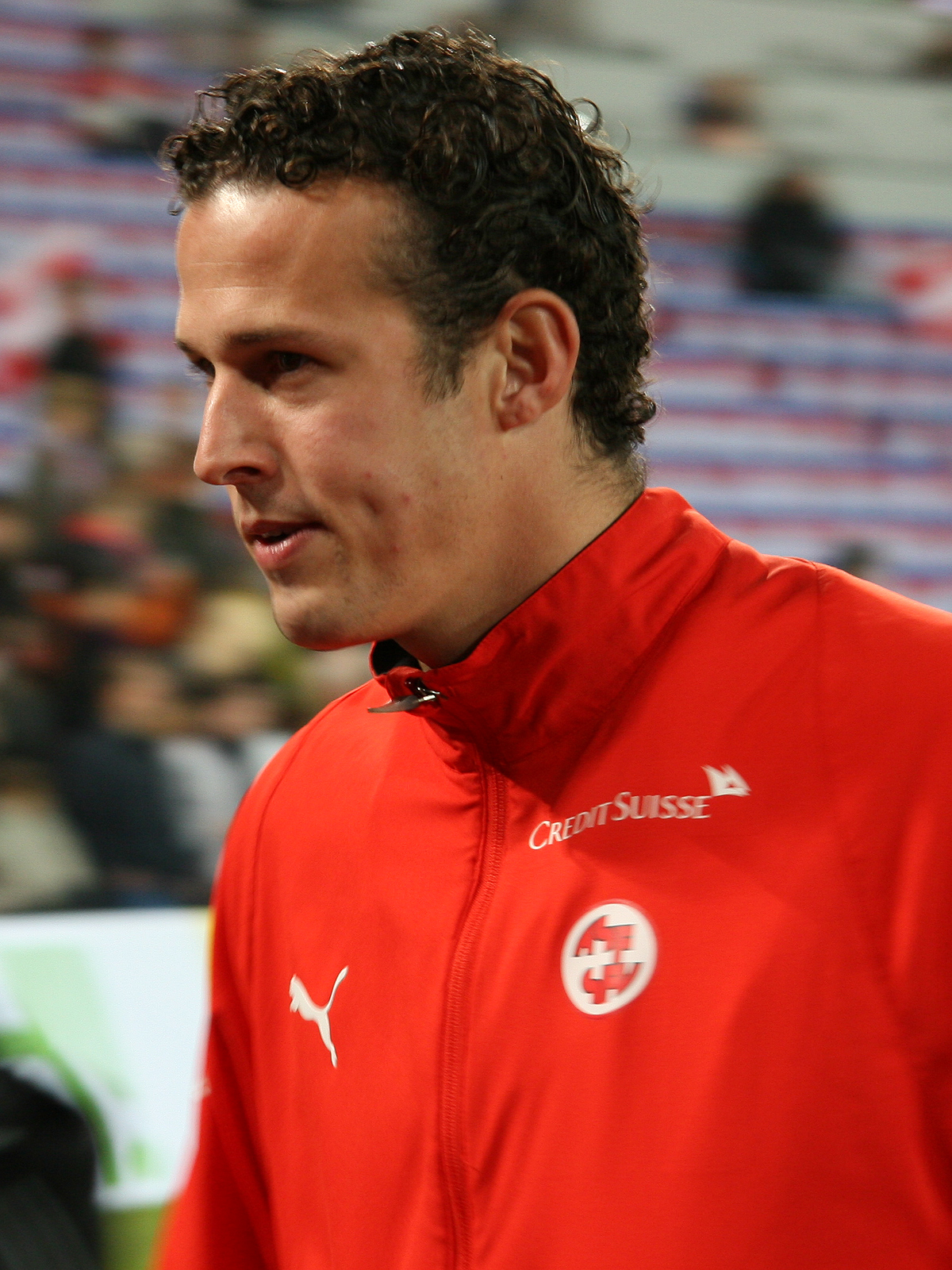
Streller im Trikot der Schweizer Nationalmannschaft (2006)

In den Jahren 2003–2011 stand Marco Streller als Stürmer im Aufgebot der Schweizer Nationalmannschaft.
Vor einem Testspiel des Nationalteams gegen Deutschland verletzte sich Streller im Training schwer, brach sich Schien- und Wadenbein und fiel für lange Zeit aus.
Beim letzten Qualifikationsspiel für die WM 2006 am 16. November 2005 erzielte Streller in der Barragepartie gegen die türkische Nationalmannschaft für sein Heimatland das entscheidende zweite Tor, nachdem er zuvor einen Elfmeter verschuldet hatte. Mit seinem Tor wurde letztlich trotz der 2:4-Auswärtsniederlage im Gesamtvergleich die Qualifikation erreicht. Dies war Strellers erster Treffer im Trikot der Schweizer.
Bei der Achtelfinal-Niederlage der Schweizer Nationalmannschaft anlässlich der Fussball-WM 2006 in Deutschland gegen die Auswahl der Ukraine verschoss Streller im Penaltyschiessen den ersten von insgesamt drei vergebenen Strafstössen.
Im Länderspiel gegen die deutsche Nationalmannschaft gelang ihm am 7. Februar 2007 der Treffer zum 1:3-Endstand. Trotz der Torerfolge musste Streller bis zur Europameisterschaft 2008 um einen Stammplatz in der Nationalmannschaft kämpfen. Sein stärkster Kontrahent als zweiter Stürmer neben Alexander Frei war sein Basler Mannschaftskollege Eren Derdiyok. Beide wurden schliesslich in das Aufgebot der Schweiz für die Euro 2008 in Österreich und der Schweiz nominiert.
Nach Pfiffen und Schmährufen in den Vorbereitungsspielen gab Streller am 31. Mai 2008 bekannt, dass er nach der Europameisterschaft 2008 nicht mehr für die Nationalmannschaft spielen werde. Doch bereits am 17. Juni wurde der Rücktritt vom Rücktritt bekannt. Streller wurde dabei vom neuen Nationaltrainer Ottmar Hitzfeld umgestimmt.
Während der EM 2008 kam Streller zu einem Einsatz im Eröffnungsspiel gegen Tschechien. Wegen Problemen in der Leistenregion konnte er nicht eingesetzt werden. An der Fussball-Weltmeisterschaft 2010 in Südafrika konnte Streller nicht teilnehmen, da er sich am 26. Mai 2010 einen Muskelfaserriss am linken Oberschenkel zuzog.
Da die Schweizer Nationalmannschaft nach dem 0:0 im EM-Qualifikationsspiel für die Euro 2012 gegen Bulgarien heftig kritisiert wurde, gab Marco Streller zusammen mit seinem Sturmpartner Alex Frei am 5. April 2011 den sofortigen Rücktritt aus der Nationalmannschaft bekannt.
Am 1. September 2014 bestätigte Marco Streller, dass er der Nationalmannschaft auch unter dem neuen Nationaltrainer Vladimir Petković weiterhin nicht zur Verfügung stehen würde.

## Karriere als Vereinsfunktionär
Ab Juni 2017 war er Sportdirektor und Mitglied des Verwaltungsrats und des Vereinsvorstands beim FC Basel. Vom Amt des Sportdirektors trat er im Juni 2019 und als Mitglied des Verwaltungsrats im September 2019 zurück. Er ist weiterhin Mitglied des Vereinsvorstands.

## Sonstiges
Nach seinem Rücktritt vom aktiven Spitzensport im Frühjahr 2015 war er von August 2015 bis Mai 2017 für das Schweizer Radio und Fernsehen als Experte bei Übertragungen der Champions League tätig. Zudem war er einer von neun Experten, die während der Fussball-Europameisterschaft 2016 in Frankreich die Spiele vom TV-Studio aus kommentierten.
Marco Streller ist verheiratet, hat einen Sohn und eine Tochter und lebt mit seiner Familie im Raum Basel.
Bei den Anhängern des FC Basel geniesst Streller Legenden-Status. So erhielt er zum Abschied in seinem letzten Meisterschafts-Spiel als Profi-Fussballer eine Ehrung im St. Jakob Park. Es war die letzte Runde der Saison 2014/2015 und der FCB empfing den FC St. Gallen zu Hause. Zu Spielbeginn bedankte sich die Basler Fanszene der «Muttenzerkurve» bei Streller mit einer Choreografie, bei seiner Auswechslung zündeten sie ein Feuerwerk. Für sie ist der Spieler «einer von uns» und damit aufgenommen in die Liste ihrer Helden. Marco Streller war sehr stolz darüber, für den FC Basel auflaufen zu dürfen. Schon als Jugendlicher war es sein Traum, einst für seinen Lieblingsverein spielen zu dürfen, er besass auch eine Saisonkarte und besuchte regelmässig die Spiele. Seine besondere Beziehung zu den Basler Fans beschrieb Streller in einem Rückblick seine Karriere:

„Im ersten Spiel nach meiner Rückkehr spielten wir gegen den FC Zürich, wir gewannen 1:0, ich durfte vor der Muttenzerkurve den Treffer erzielen. Ein Traum!“

## Titel und Erfolge
FC Basel
- Schweizer Meister (8): 2004, 2008, 2010, 2011, 2012, 2013, 2014, 2015
- Schweizer Cupsieger (3): 2008, 2010, 2012
- Uhrencupsieger (3): 2008, 2011, 2013

VfB Stuttgart
- Deutscher Meister: 2007

Nationalmannschaft
- WM-Teilnehmer: 2006
- EM-Teilnehmer: 2008